# Antoine Pol
Antoine Pol (Douai, 23 agosto 1888 – Seine-Port, 21 giugno 1971) è stato un poeta francese.

## Biografia
Partecipa alla Prima Guerra Mondiale come Capitano d'Artiglieria e in seguito lavora nelle miniere di carbone dell'Alsazia. Nel 1945 diventa Presidente del Sindacato Centrale degli importatori di carbone. Per tutta la vita coltiva la sua grande passione: la poesia.
La sua notorietà, sostanzialmente postuma, è dovuta soprattutto alla poesia Les passantes, in origine compresa nel volume Émotions poétiques (Editions du Monde Nouveau, 1918), che fu messa in musica da Georges Brassens e da questi incisa nel 1972.
 
È inoltre da ricordare la versione in italiano del pezzo ad opera di Fabrizio De André, uscita due anni dopo.

## Opere
- 1918 - Emotions poétiques
- 1924 - Le livre de maman
- 1941 - Destins
- 1947 - Plaisirs d'amour
- 1970 - Croquis
- 1971 - Coktails